# Hyperion (albero)
Hyperion è l'albero più alto del mondo, una Sequoia sempervirens della California settentrionale alta 115,66 metri.

## Descrizione
Fu scoperta l'8 settembre 2006 dai biologi Chris Atkins e Michael Taylor nel Parco nazionale di Redwood.
La sua esatta posizione non è stata rivelata per evitare che un'eccessiva presenza di visitatori possa disturbare la sua vita e danneggiare l'ecosistema circostante.
Nonostante la sua altezza, non è però l'albero più grande in termini di volume. Tale primato spetta al Generale Sherman, una sequoia del Parco nazionale di Sequoia alta 83,8 metri con un diametro (alla base) di 11,10 metri, il cui volume è stato calcolato in 1.487 m3. Per contro, il volume di Hyperion è stimato in 502 m3.
Precedentemente il record di altezza apparteneva alla sequoia Helios, alta 114,30 metri, anch'essa situata nel Parco nazionale di Redwood.
Altre sequoie che superano i 110 metri sono Icarus (113,10 m), Stratosphere Giant (112,94 m), e Mendocino (112,30 m), tutte situate in California. La sequoia Mendocino è ancora spesso citata, erroneamente, come l'albero più alto del mondo.